# Карцево (Великолукский район)
Ка́рцево — деревня в Великолукском районе Псковской области России. Входит в состав Шелковской волости.

## География
Расположена на севере района на реке Ловать, в 15 км от райцентра Великие Луки. К западу от Карцево примыкает деревня Марьино.

## Население
| 2001 | 2002 | 2010 |
| ---- | ---- | ---- |
| 189  | ↘159 | ↗161 |

Численность населения деревни по оценке на начало 2001 года составляла 189 жителей.

## История
В 1780 году на карте значится как село Ильинское по названию находившегося ранее здесь храма пророка Ильи.
С января 1995 до декабря 2014 года деревня входила в состав ныне упразднённой Марьинской волости в качестве её административного центра.